# Inštitut za gospodarsko pravo Ekonomsko-poslovne fakultete v Mariboru
Inštitut za gospodarsko pravo deluje v okviru Raziskovalno-izobraževalnega centra Ekonomsko-poslovne fakultete Univerze v Mariboru.